# مكتوب على الجبين (فلم)
مكتوب على الجبين هو فيلم مصري عرض عام 1953، بطولة هدى سلطان وعماد حمدي وفريد شوقي، ومن إخراج إبراهيم عمارة.

## قصة الفيلم
بعد فشل الزوجة في الإنجاب، تبدأ والدة الزوج في مضايقتها، وتحث ابنها على الزواج من أخرى، لكنه يرجيء الحديث في هذا الأمر بعد عودته من مأمورية عمل، وفي غيابه يحاول شقيق الزوج الاعتداء عليها، فتقاومه وتترك المنزل وتفقد الوعي فيحملها شقيق زوجها إلى المنزل، تظهر عليها أعراض الحمل فيشك فيها زوجها، ويطلقها وتختفي من حياة الزوج وتكبر الطفلة ويتقدم ابن شقيق الزوج طالبًا الزواج منها ويفجر مفاجأة.

## طاقم التمثيل
- هدى سلطان
- عماد حمدي
- فريد شوقي
- محمود المليجي
- حسين رياض
- فردوس محمد
- لولا عبده
- ثريا فخري
- عمر الحريري
- وداد حمدي
- جمالات زايد
- محمد صبيح
- محمد شوقي

## فريق العمل
- إخراج وسيناريو: إبراهيم عمارة
- قصة وحوار: محمد مصطفى سامي
- مدير التصوير: ألفيزي اورفانيللي
- إنتاج: ماري كويني
- توزيع: منتخبات بهنا فيلم